# E772 (trasa europejska)
E772 – trasa europejska łącznikowa (kategorii B), biegnąca przez północną Bułgarię.
E772 zaczyna się 8 km na północ od miasteczka Jablanica, gdzie odbija od tras europejskich E83 i E79. Biegnie szlakiem drogi krajowej nr 4 przez Weliko Tyrnowo do Szumen, gdzie 5 km na północ od miasta łączy się z trasą europejską E70. 
Ogólna długość trasy E772 wynosi około 262 km. 

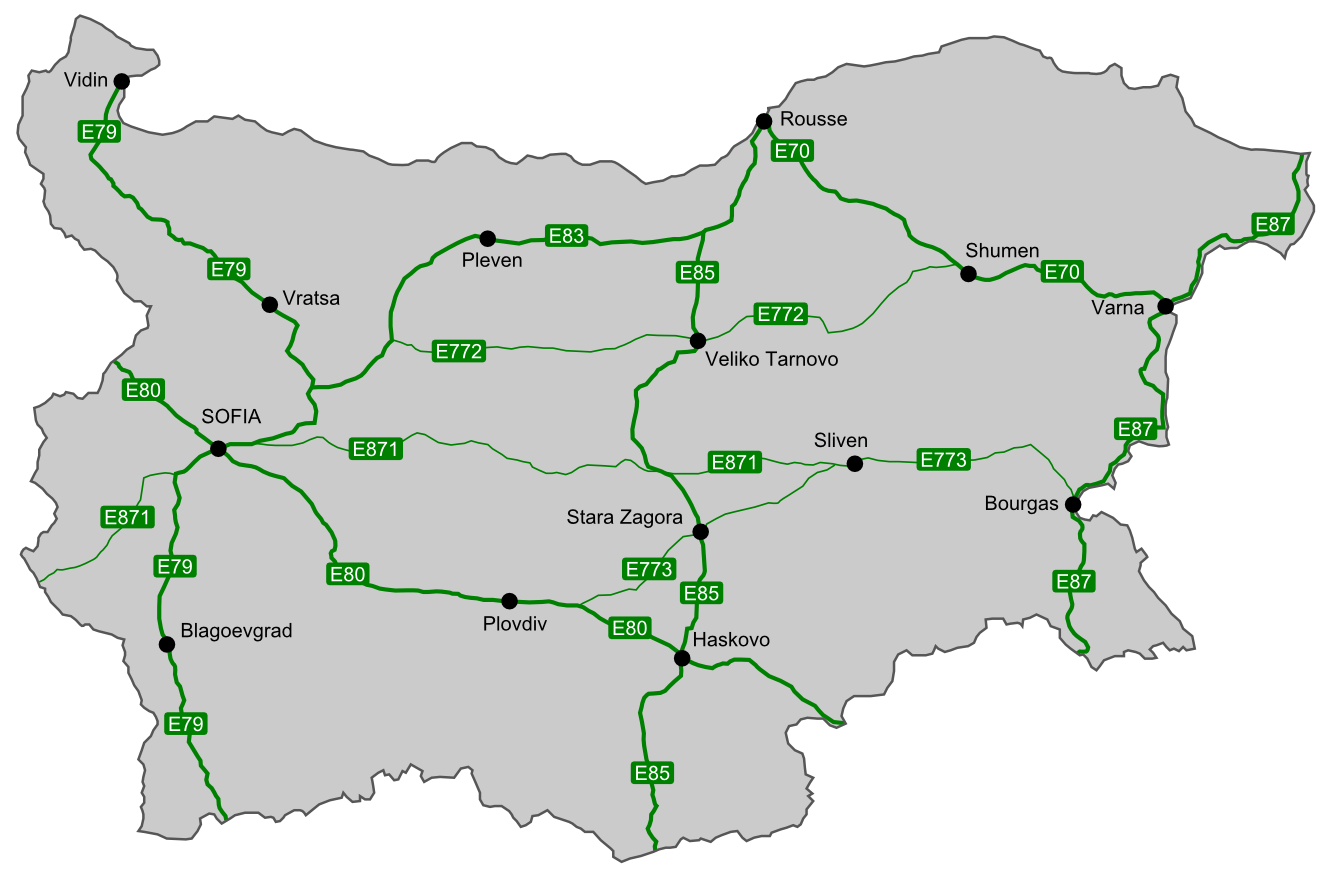
Trasy europejskie w Bułgarii z uwzględnieniem E772

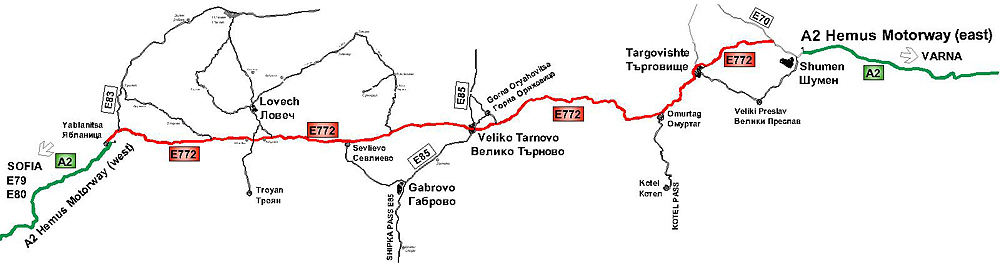
Przebieg trasy E772